# Pollo al ast

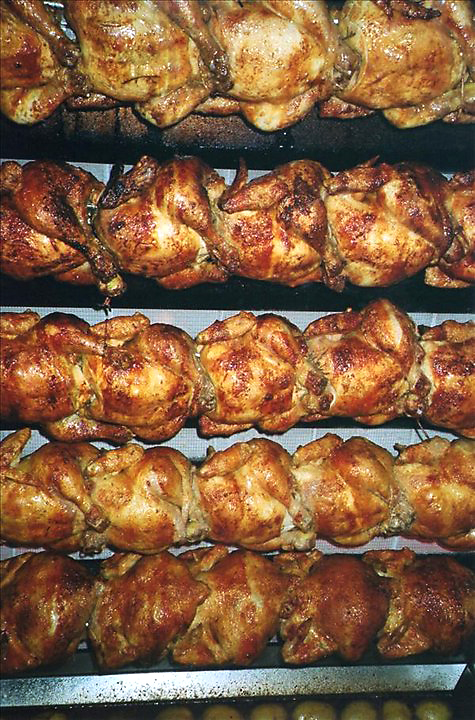
Pollo a l'ast.

El pollo a l'ast es una preparación típica de la gastronomía valenciana, balear y catalana. Consiste en asar el pollo insertado en un pincho o espetón giratorio frente a una fuente de calor en forma de llama o brasas. Se elabora rellenándolo con  limón, tomillo, romero y abundante pimienta y sal.